# Сіріако Еррасті
Сіріако Еррасті (ісп. Ciriaco Errasti Siunaga; 8 серпня 1904, Ейбар, Іспанія — 8 листопада 1984, Ейбар) — іспанський футболіст, що грав на позиції захисника. Учасник другого чемпіонату світу.

## Клубна кар'єра
У дорослому футболі дебютував 1925 року виступами за команду клубу «Алавес», в якій провів шість сезонів.
1931 року перейшов до клубу «Реал Мадрид», за який відіграв 5 сезонів. За цей час двічі виборював титул чемпіона Іспанії. Завершив професійну кар'єру футболіста виступами за команду «Реал» Мадрид у 1936 році.

## Виступи за збірну
1930 року дебютував в офіційних матчах у складі національної збірної Іспанії. Протягом кар'єри у національній команді, яка тривала 7 років, провів у формі головної команди країни 14 матчів.
У складі збірної був учасником чемпіонату світу 1934 року в Італії. Резервний гравець на Олімпійських іграх в Амстердамі 1928 року. Більшість часу у клубах і збірній його партнером був Хасінто Кінкосес.

## Досягнення
- Чемпіон Іспанії (2):

«Реал Мадрид»: 1932, 1933
- Володар Кубка Іспанії (2):

«Реал Мадрид»: 1934, 1936

## Статистика
| Сезон             | Команда           | Чемпіонат         | Чемпіонат | Чемпіонат | Збірна | Збірна |
| Сезон             | Команда           | Л                 | І         | Г         | І      | Г      |
| ----------------- | ----------------- | ----------------- | --------- | --------- | ------ | ------ |
| 1929/30           | «Алавес»          | Д-2               |           |           | 3      | 0      |
| 1930/31           | «Алавес»          | Д-1               | 16        | 0         | 3      | 0      |
| 1931/32           | «Реал Мадрид»     | Д-1               | 15        | 0         | 2      | 0      |
| 1932/33           | «Реал Мадрид»     | Д-1               | 16        | 0         | 3      | 0      |
| 1933/34           | «Реал Мадрид»     | Д-1               | 2         | 0         | 2      | 0      |
| 1934/35           | «Реал Мадрид»     | Д-1               | 10        | 0         | —      | —      |
| 1935/36           | «Реал Мадрид»     | Д-1               | 18        | 0         | 1      | 0      |
| Усього за кар'єру | Усього за кар'єру | Усього за кар'єру | 77        | 0         | 14     | 0      |